# Macropsis inversalis
Macropsis inversalis är en insektsart som beskrevs av Hamilton 1983. Macropsis inversalis ingår i släktet Macropsis och familjen dvärgstritar. Inga underarter finns listade i Catalogue of Life.